# Bộ tiêu chuẩn ISO 9000
Bộ tiêu chuẩn ISO 9000 là Bộ tiêu chuẩn quốc tế được xây dựng nhằm trợ giúp các tổ chức, thuộc mọi loại hình và quy mô trong việc xây dựng, áp dụng và vận hành các hệ thống quản lý chất lượng có hiệu lực. ISO 9000 được duy trì bởi tổ chức Tổ chức tiêu chuẩn hóa quốc tế (ISO), là tổ chức đang được hoạt động dựa trên giấy chứng nhận quyền công nhận tiêu chuẩn này.
Mặc dù các tiêu chuẩn này được bắt nguồn từ sản xuất nhưng chúng có thể áp dụng cho các loại hình tổ chức, bao gồm cả các trường đại học và cao đẳng. Một "sản phẩm" theo cách nói trong từ điển ISO là một vật thể hay dịch vụ hay phần mềm nào đó mang tính vật chất. Nhưng trên thực tế, theo tiêu chuẩn ISO 2004, "hiện tại các lĩnh vực dịch vụ được tính toán đi quá xa so với số liệu cao nhất của chứng nhận ISO 9001:2000, khoảng 30% trong tổng số. "theo cuộc điều tra về ISO 2004.
Hiện nay một số tiêu chuẩn trong Bộ tiêu chuẩn này đã được dịch sang tiếng Việt và được ban hành thành các Bộ TCVN 9000 tương ứng.
Bộ tiêu chuẩn TCVN ISO 9000 được triển khai tại Việt Nam từ những năm 1995, đến nay đã góp phần không nhỏ làm thay đổi sự lãnh đạo và quản lý các tổ chức, doanh nghiệp, thay đổi tư duy quản lý, kinh doanh của nhiều chủ doanh nghiệp, họ đã có tầm nhìn chiến lược trong kinh doanh, làm ăn có bài bản, không theo kiểu trước mắt  Lưu trữ ngày 12 tháng 8 năm 2014 tại Wayback Machine.
Trong lĩnh vực hành chính nhà nước, Bộ tiêu chuẩn này cũng đã bắt đầu được áp dụng từ những năm 2006 theo các quyết định của Thủ tướng chính phủ   Về việc áp dụng hệ thống quản lý chất lượng theo tiêu chuẩn TCVN ISO 9001:2000 vào hoạt động của các cơ quan hành chính nhà nước. Đến nay hầu hết các bộ ngành đã áp dụng hoặc lên kế hoạch triển khai nghiên cứu áp dụng tại các đơn vị trực thuộc, tuy nhiên vẫn còn một vài bộ, ngành chưa triển khai hệ thống này . Do ngôn ngữ và cách trình bày Bộ tiêu chuẩn ISO 9000 khi triển khai áp dụng tại Việt Nam chủ yếu chỉ là dịch từ tiếng Anh, bên cạnh đó bộ tiêu chuẩn ISO 9000 rất cô đọng, nên khó hiểu làm cho việc áp dụng ISO tại Việt Nam còn nhiều hạn chế, kết quả thu được chưa tương xứng với tiềm năng của ISO. Các tổ chức, doanh nghiệp nếu triển khai và áp dụng thành công, duy trì tốt hiệu lực của hệ thống quản lý chất lượng theo Bộ tiêu chuẩn ISO 9000, đặc biệt là các Tiêu chuẩn ISO 9001: 2008 và ISO 9004:2009 sẽ là chìa khoá quan trọng mang lại thành công cho sự hội nhập và cạnh tranh quốc tế trong một thế giới phẳng hiện nay. 
Sau nhiều lần được xem xét và thay đổi, hiện nay Bộ tiêu chuẩn ISO 9000 bao gồm các tiêu chuẩn chính sau:
1. Tiêu chuẩn ISO 9000:2005 Hệ thống quản lý chất lượng - Cơ sở và từ vựng: tiêu chuẩn này mô tả cơ sở của các hệ thống quản lý chất lựợng và quy định các thuật ngữ cho các hệ thống quản lý chất lượng, nó chứa đựng những ngôn ngữ cốt lõi của bộ tiêu chuẩn ISO 9000
2. Tiêu chuẩn ISO 9001:2008 Hệ thống quản lý chất lượng - Các yêu cầu: Đây là tiêu chuẩn trung tâm quan trọng nhất của Bộ tiêu chuẩn ISO 9000, nó sử dụng ở bất kì tổ chức mà thiết kế, phát triển, sản xuất, lắp đặt hay phục vụ cho bất kì 1 sản phẩm nào hoặc cung cấp bất kì kiểu dịch vụ nào. Nó đem lại số lượng yêu cầu mà các tổ chức cần phải hoàn thành nếu như nó làm vừa lòng khách hàng thông qua những sản phẩm và dịch vụ hoàn chỉnh mà làm thỏa mãn mong chờ của khách hàng. Đây chỉ là sự thực hiện một cách đầy đủ đối với bên kiểm soát thứ ba mà trao bằng chứng nhận.
3. Tiêu chuẩn ISO 9004:2009 Hệ thống quản lý chất lượng - Quản lý cho sự thành công lâu dài của tổ chức - Một cách tiếp cận quản lý chất lượng.
4. Tiêu chuẩn ISO 19011:2002 Hướng dẫn đánh giá hệ thống quản lý chất lượng và môi trường: Tiêu chuẩn này hướng dẫn về cách giá các hệ thống quản lý chất lượng và